# Софронов, Анатолий Владимирович
Анато́лий Влади́мирович Софро́нов (6 [19] января 1911, Минск — 9 сентября 1990, Москва) — русский советский писатель, поэт, переводчик и драматург, сценарист, общественный деятель, журналист. Герой Социалистического Труда (1981). Лауреат двух Сталинских премий в области литературы и искусства (1948, 1949) и Государственной премии РСФСР им. К. С. Станиславского (1973). Кавалер трёх орденов Ленина (1961, 1967, 1981).

## Биография
А. В. Софронов родился 6 (19) января 1911 года в Минске в семье начальника Харьковского полицейского управления. Работал на заводе «Ростсельмаш», был фрезеровщиком, слесарем, секретарём редакции заводской газеты. В 1937 году окончил литературный факультет Ростовского педагогического института. Начал печататься с 1929 года. В 1934 году вышла его первая книга стихов «Солнечные дни». В 1940 году был принят в ВКП(б). В годы Великой Отечественной войны работал специальным корреспондентом газеты «Известия».
В 1948—1953 годах был секретарём Союза писателей СССР. Евгений Шварц в 1955 году оценивал его иронически: «Охотнорядский или чичкинский раздобревший молодчик. Но при этом с проблесками. Мог и на гитаре сыграть». Деятельность Софронова в 1940-50-е гг. вызвала в дальнейшем ряд резких оценок: так, по мнению Семёна Резника, Софронов пользовался репутацией «самого последовательного сталиниста и антисемита в советской литературе», а Евгений Добренко расценивает Софронова как «одного из самых страшных литературных палачей сталинской эпохи». В повести-антиутопии Ю. Даниэля «Говорит Москва» (1961) именно Софронов будто бы приветствует своими стихами введённый в СССР День открытых убийств.
В 1953—1986 годах был главным редактором журнала «Огонёк». На этом посту, как сообщал Альберт Беляев,

Многолетний главный редактор «Огонька» Анатолий Владимирович Софронов использовал служебное положение в личных целях. Публиковал в журнале огромные статьи о своих поездках за границу, да ещё и в нескольких номерах, с продолжением. Выписывал себе за это огромные гонорары и умудрялся не заплатить с них партийные взносы. Были и другие отклонения. Комитет партийного контроля объявил ему строгий выговор. Но Софронов написал письмо Брежневу. Его доложили в хороший момент, и генеральный секретарь дал указание выговор снять. Софронов тут же решил заработать на Брежневе. Он спешно написал откровенно халтурную пьесу «Малая Земля» и начал проталкивать её в театры, используя все свои возможности. Пришлось вызывать его в отдел и вести разъяснительную работу. А когда его попросили освободить должность главного редактора, он пытался выторговать взамен престижную должность в Союзе писателей.— 
Скончался в Москве 9 сентября 1990 года. Похоронен на Троекуровском кладбище.

## Семья
Отец — Владимир Александрович Софронов, 1882 года рождения, происходил из донской казачьей семьи. Его отец (дед поэта), Александр Иванович Софронов, потомственный донской казак, занимал видное положение в судебной администрации Области Войска Донского, мать (бабушку поэта) звали Варвара Францевна. Перед Первой мировой войной Владимир Софронов был начальником Харьковского полицейского управления. В годы Гражданской войны он служил в Белой армии у генерала Каледина следователем в военной прокуратуре. Затем перешёл на сторону красных, был старшим следователем военной прокуратуры Северо-Кавказского военного округа. В декабре 1926 года был арестован и обвинён в том, что участвовал в деятельности белогвардейской контрразведки. Постановлением Коллегии ОГПУ по статье 58-11 УК РСФСР приговорён к расстрелу. Реабилитирован 14 апреля 1992 года.
Мать — Аделия Фёдоровна Софронова, в девичестве Гримм, наполовину немка, наполовину полька, родилась в Ревеле. По воспоминаниям Софронова, она говорила, что «кажется, она из рода тех самых братьев Гримм».
Был женат несколько раз.
Первая жена — Ксения Фёдоровна Софронова (мать его старшей дочери).
Последний раз и до самой своей кончины был женат на Эвелине Сергеевне Софроновой (урожденная Фомина, род. 1932)
У Софронова было трое детей:
- Дочь — Виктория Софронова (21 апреля 1931—2000),[13] литературный редактор. Похоронена на Переделкинском кладбище.
  - Внучка — Екатерина Васильевна Шукшина, родилась 12 февраля 1965 года (отец — Василий Макарович Шукшин). Переводчик, после окончания филфака МГУ работала в международном отделе «Литературной газеты». Муж — Йенс Зигерт, гражданин ФРГ, журналист, возглавляет представительство немецкого Фонда имени Генриха Бёлля в Москве. Детей нет.[14]
- Сын — Владимир Софронов, родился перед Великой Отечественной войной.[источник не указан 961 день]
- Сын — Алексей Софронов, родился 17 декабря 1948 года, поэт, вице-президент культурного центра «Гефест».
  - Внучка - Вера Софронова, родилась 06 января 1972 года.
  - Внук — Алексей Софронов, родился 25 июля 2001 года.[источник не указан 961 день]

## Память

Мемориальная доска в Ростове-на-Дону
Могила на Троекуровском кладбище Москвы

## Творчество

### Песни
А. В. Софроновым написаны десятки популярных песен. Весьма плодотворным было его сотрудничество с композиторами Семёном Заславским (они познакомились ещё в предвоенном Ростове-на-Дону), Сигизмундом Кацем, Юрием Милютиным, Матвеем Блантером. К нескольким романсам музыку написал певец Вадим Козин. Песни на стихи Софронова в разные годы исполняли Владимир Бунчиков, Владимир Нечаев, Вадим Козин, Николай Рубан, Владимир Трошин, Ольга Воронец, Майя Кристалинская, Иосиф Кобзон, Нани Брегвадзе, Мария Кодряну, Пелагея и другие.
Написанная в 1942 году А. В. Софроновым песня «Шумел сурово Брянский лес» (музыка С. А. Каца) стала гимном Брянской области.
Композиция «Ростов-город, Ростов-Дон» (музыка Матвея Блантера) является гимном Ростова-на-Дону.
По мнению некоторых авторов, именно песенное наследие Софронова имеет наибольшую ценность:

…Нельзя нам забывать про таких песенников Великой Отечественной, как Анатолий Владимирович Софронов. На него в наше время только вешают собак, поминая недобрым словом время его работы редактором «Огонька». Совершенно незаслуженно. Может быть, что-то там и было. Но больше было доброго, значимого, хорошего. А вообще-то, писателя, поэта надо по делу его судить литературному. У Софронова есть ведь очень хорошие песни и в особенности те, что написаны были им в военную пору. Они тогда всюду звучали. Некоторые из них до сей поры поются, стали поистине народными… Софронова нельзя забывать. Ни в коем случае нельзя забывать. Песни его — это, вообще, драгоценный пласт. И казачество, в том числе, и в первую очередь донское, должно быть благодарно ему за то, что он первым, как говорится, за плугом шел, распахивая эту тему, за чепиги этого плуга держался.— Анатолий Калинин.

### Драматургия
Пьесы Софронова, основу которых часто составляли водевильные ситуации, были весьма популярны. Например, «Миллион за улыбку» ставилась только в 1960 году 6015 раз. Пьеса «Стряпуха» сыграна в 1960 году 4637 раз. Популярность «Стряпухи» подвигла Софронова написать продолжения: «Стряпуха замужем» (1961), «Павлина» (1964) и «Стряпуха-бабушка» (1978), которые также имели успех.
Ряд пьес Софронова имеют политическое содержание и, с точки зрения некоторых критиков и литературоведов, в частности, немецкого слависта В. Казака, «представляют собой дешёвую пропаганду». Таковы, например, «Карьера Бекетова» (направленная на борьбу с космополитизмом), «Человек в отставке» (против десталинизации), «Берегите живых сыновей» (защита партийных руководителей сталинского времени), «Эмигранты» (односторонний показ русских за границей), «Лабиринт» (против войны во Вьетнаме) и т. д. Эти пьесы редко появлялись на советской сцене в отличие от его комедий.
Написал либретто к пяти опереттам.

### Проза
Опубликовал книги очерков «Путешествие, которое хочется повторить» (1964), «Наследство» (1973) и др.
Некоторые произведения Софронова переведены на иностранные языки.

## Общественная деятельность
А. В. Софронов занимал ряд должностей в различных общественных организациях: в частности, с 1958 года был первым заместителем председателя Советского комитета солидарности стран Азии и Африки.
Принял активное участие в травле Б.Пастернака, выступив на собрании московских писателей 31 октября 1958 года. Он, в частности, заявил:
«И нам нужно всем вместе и в С[оюзе] П[исателей] развенчать эту легенду о Пастернаке, о «чистом искусстве» и развенчать эту легенду в сознании многих о Пастернаке как о замечательном поэте.<…> У нас двух мнений по поводу Пастернака не может быть. Не хотел быть советским человеком, советским писателем — вон из нашей страны! (Аплодисменты.)»

Подписал письмо группы советских писателей в редакцию газеты «Правда» 31 августа 1973 года о Солженицыне и Сахарове, в котором осуждалось «поведение таких людей, как Сахаров и Солженицын, клевещущих на наш государственный и общественный строй, пытающихся породить недоверие к миролюбивой политике Советского государства и по существу призывающих Запад продолжать политику „холодной войны“».
Принимал участие в активных мероприятиях КГБ: 
В октябре 1975 года для участия в контрмероприятиях по Слушанию Сахаровских чтений в Копенгаген специально посланы по заданию КГБ Чаковский А. Б., редактор "Литературной газеты" и редактор журнала "Огонёк" Сафронов А. В.
В писательской среде Софронов имел устойчивую репутацию антисемита, в том числе в связи с активным участием в травле еврейских писателей в рамках кампании по борьбе с космополитизмом. Литературовед и культуролог Евгений Добренко назвал Софронова «одним из самых страшных литературных палачей сталинской эпохи и главных литературно-партийных чиновников».

## Произведения

### Собрания сочинений
- Собрание сочинений: в 6 тт / Вступ. ст. В. Горбачёва. — М.: Художественная литература, 1983—1986. — 75 000 экз.
- Собрание сочинений: в 5 тт / Вступ. ст. В. Фёдорова. — М.: Художественная литература, 1971—1972. — 115 000 экз.
- Избранные произведения в 2-х томах. — М.: Гослитиздат, 1961.
- Избранные произведения в 2-х томах. — М.: Гослитиздат, 1955.

### Сборники стихов
- Солнечные дни: Стихи / Отв. редактор П. Н. Яковлев; рецензент Г. Кац. — Ростов-на-Дону: Азово-Черноморское краевое книгоиздательство, 1934. — 64 с. — 2000 экз.
- Мы продолжаем песню: Стихи / Отв. редактор А. Оленич-Гнененко; вед. редактор Г. Кац. — Ростов-на-Дону: Азово-Черноморское Книгоиздательство, 1936. — 89 с. — 2150 экз.
- Над Доном-рекой: Стихи / Отв. ред. А. И. Бусыгин; худ. А. Е. Глуховцев. — Ростов-на-Дону: Ростовское областное книгоиздательство, 1938. — 120 с. — 6000 экз.
- Сторона донская / Ред. А. И. Бусыгин; переплёт по рис. худ. В. Д. Бирюкова. — Ростов н-Д: Ростовское областное книгоиздательство, 1940. — 72 с. — 5000 экз.
- Конногвардейцы: Стихи. — М.: Воениздат, 1942. — 15 с. — (Библиотека красноармейца).
- Казачья слава: Стихи. — М.: Советский писатель, 1942. — 48 с.
- Казачья слава: Стихи / Ред. А. П. Оленич-Гнененко. — Ростов-на-Дону: Ростовское областное книгоиздательство, 1944. — 77 с. — 3000 экз.
- Степные солдаты: Стихи / Ред. Б. Евгеньев. — М.: Молодая гвардия, 1944. — 34 с. — 25 000 экз.
- Ковыли: Стихи / Ред. С. Горский. — М.: Гослитиздат, 1944. — 84 с. — 10 000 экз.
- Стихи. — Сталинград: Областное книгоиздательство, 1945. — 36 с. — 5000 экз.
- Казачья весна. — М.: Советский писатель, 1946.
- Марш победителей. — М.: Московский рабочий, 1947.
- Стихи военных лет. — Ростов-на-Дону, 1947.
- Перед знаменем. — Л.: Советский писатель, 1948.
- Современники. — М., 1948.
- Стихи и песни. — М.: Гослитиздат, 1950.
- Сторона Донская. — М., 1951.
- Дон мой. — М.: Советский писатель, 1954.
- Избранные стихи. — М., 1958.
- Стихи. Песни. — М.: Советская Россия, 1958.
- От всех широт. — М., 1958.
- Стихи и песни. — М.: Гослитиздат, 1960.
- Я вас люблю. — М.: Молодая гвардия, 1962.
- Мы с тобою из Ростова. — Ростов-на-Дону, 1964.
- Бессмертник. — М., 1964.
- Всё начинается с тебя. — М.: Советский писатель, 1966. — 128 с., 40 000 экз.
- Годы жизни. — Ростов-на-Дону, 1966.
- Стихи. — Ростов-на-Дону, 1967.
- Избранное. — М., 1968.
- Есть у меня друзья на белом свете. — Ташкент, 1968.
- Лёд зеленеет по весне. — М., 1970.
- Ничто не забывается. — М., 1971.
- Всё это было на войне. — Ростов-на-Дону, 1972.
- Возвращение. — М., 1975.
- Курганы. — М., 1976.
- В глубь памяти. М., 1979.
- Земля твоя. — М., 1980.
- Океания: Избранное. — М.: Молодая гвардия, 1980.
- Дружина. — М., 1981.
- В глубь времени. — М.: Московский рабочий, 1980.
  - Кн.2. — 1984.
- Посвящение Дону. — Ростов-на-Дону, 1981.
- Пока живёшь, и сердце бьётся… — Минск, 1981.
- Лирика. — М., 1982.
- В глубь времени. — М.: Современник, 1984.
- Стихотворения. — М.: Детская литература, 1984.
- В глубь времени. — М., 1986.

### Воспоминания
- «Вот снова Дон, луга и поймы…»: [Воспоминания] // Молодая гвардия  / Предисл. И. Уханова. — 1996. — № 12. — С. 172—197.

### Песни
- «Антоновки висят» (Л. О. Бакалов)
- «Ах, эта красная рябина» (С. А. Заславский)
- «Бессмертник» (С. А. Заславский)
- «Вдаль бежит дорожка» (Ю. С. Милютин)
- «Во славу жизни» (М. И. Блантер, издана в 1967)
- «Вьётся лист золотой» (С. А. Заславский)
- «Где б я ни был вдали» (Ю. А. Левитин)
- «Где-то ветер стучит…»
- «Голубое донышко»
- «Гордыня» (С. А. Заславский)
- «Да здравствует юность» (С. А. Кац, 1948)
- «Дай руку, товарищ далёкий» (С. А. Кац, 1947)
- «Добряк-холостяк» (Ю. С. Милютин)
- «Дон мой» (М. Е. Табачников)
- «Заздравная» (С. А. Кац, 1946)
- «Замела метель дороги» (С. А. Заславский)
- «Запели песни, заиграли…»
- «Здравствуй, столица!» (С. А. Кац, 1949)
- «Земля моя» (С. А. Заславский)
- «Казачья круговая» (А. Г. Новиков)
- «Как у дуба старого» (С. А. Кац, 1938)
- «Калина» (С. А. Кац, 1945)
- «Краснотал»
- «Курская дуга»
- «Любовь моя, моя Россия» (В. Темнов)
- «Любовь с полынной горечью»
- «Любовь, как лодочка» (С. А. Заславский)
- «Марш солидарности» (С. Туликов)
- «Матросское сердце» (А. Рязанов)
- «Мы скоро встретимся, Москва!» (С. А. Кац, 1944)
- «Не колокольчик под дугой» (С. А. Заславский)
- «От Волги до Дона» (С. А. Заславский)
- «От Краснопресненской заставы» (С. А. Кац, 1947)
- «Огни Москвы» (О. Б. Фельцман, 1959)
- «Паровоз» (С. А. Кац, 1945)
- «Песня единства» (В. И. Мурадели)
- «Песня о Москве» (С. А. Кац, 1947)
- «Песня о Париже» (Ю. С. Милютин)
- «Песня фронтовых сапожников» (С. А. Кац, 1943)
- «Под клёнами» (С. А. Кац, 1944)
- «Поёт надо мною синица» (Ю. С. Милютин)
- «По-за Днепром»
- «Поле русское» (Л. О. Бакалов, 1948)
- «При долине куст калины»
- «Пять пуль»
- «Ростов-город» (М. И. Блантер, 1941)
- «Садовник» (С. А. Кац, 1945)
- «Сады цветут зелёные» (С. А. Заславский)
- «Сирень-черёмуха» (Ю. С. Милютин)
- «Склонилась ивушка»
- «Солдаты мира» (Л. О. Бакалов, 1950)
- «Споём, товарищи!»
- «Твой солдат»
- «Три внука»
- «Ходят соколы» (Б. А. Мокроусов)
- «Через мост» («Шёл казак на побывку домой…»)
- «Шумел сурово Брянский лес» (С. А. Кац, 1942)
- «Шумят, шумят берёзы» (Б. А. Мокроусов)
- «Эй, запевай, девчата, частушки» (С. А. Кац)

### Поэмы
- «Нагайка»
- «Бочонок» (1939)
- «Батожок» (1944)
- «Миус» (1945)
- «Хмель-хмелёк» (1945)
- «Золотой берег» (1945)
- «Поэма прощания» (1968)
- «Поэма времени» (1970)
- «Плиев под Одессой» (1945—1972)
- «Бессмертие» (1973)
- «В глубь времени» (роман в стихах, 1981)
- «Поэма о жизни и смерти» (1984)

### Роман
- «Дети Тихого Дона» (не окончен)

### Пьесы
- «В одном городе» (1946, в 1947 году спектаклем по пьесе открылся 1 театральный сезон Гродненского областного драматического театра (Беларусь), впервые поставлена в 1948 году в театре им. Моссовета)
- «Московский характер» (1948, впервые поставлена в 1948 году в Саратовском драматическом театре А. Л. Грипичем[26])
- «Карьера Бекетова» (1949; 2-я ред. 1971)
- В наши дни. — М.: Искусство, 1952.
- Иначе жить нельзя. — М.: Искусство, 1953
- «Сердце не прощает» (1955, новая редакция — 1969)
- «Деньги» (1956)
- «Миллион за улыбку» (1959)
- Без обратного адреса (1959)
- «Стряпуха» (1959, впервые поставлена в 1959 году в театре им. Евгения Вахтангова)
- Человек в отставке (1959)
- Гибель богов (1960)
- «Стряпуха замужем» (1961)
- Последние соловьи (1961)
- Честность (1961)
- «Берегите живых сыновей» (1963)
- Обручальное кольцо (1963)
- «Судьба — индейка» (1964)
- Демидовы (1964)
- «Павлина» (1964)
- «Сын» (1967)
- Уходящие тени (1965)
- Дети мои, дети… (1966)
- Летят гуси (1966)
- Наказание без преступления (1966)
- «Эмигранты» (1969)
- «Лабиринт» (1968)
- Летят женихи. (1968)
- Не верьте мужчинам (1968)
- «Наследство» (1969)
- Странный доктор (1970)
- «Цемесская бухта» (1971), посвящена событиям военных лет[27]
- «Покоя не будет» (1972)
- «Ураган» (1972)
- Тайна саркофага (1973)
- «Старым казачьим способом» (1974)
- Власть (1974)
- Девятый вал (1974)[28]
- Песня жизни (1976)
- Земное притяжение (1977)
- Ключ от квартиры. (1977)
- «Стряпуха-бабушка» (1978)
- «Срок давности» (1981)
- «Операция на сердце» (1981)
- «Земное притяжение» (1982)
- «Катаракта» (1983)
- Игра в одинокую женщину (1984)
- «Взятки не гладки» (1987)

### Либретто оперетт
- «Соловьиный сад» (С. А. Заславский, 1939, 2-я редакция — 1959)
- «Искатели сокровищ» (С. А. Заславский, 1941)
- «Девушка из Барселоны» (Б. А. Александров, 1942)
- «Милый, странный доктор» (С. А. Заславский, 1977)
- «Старым казачьим способом» (Г. Ф. Пономаренко, 1980)

## Экранизации произведений
- «Сердце не прощает» (1961)
- «Стряпуха» (1965)
- «Расплата» (1970)
- «Летние сны» (1972, по мотивам трилогии «Стряпуха», «Стряпуха замужем», «Павлина»)
- «Старым казачьим способом»
- «Операция на сердце» (1982)
- «Ураган приходит неожиданно» (1983)
- «Наследство» (1984)
- «Миллион за улыбку» (1988)

## Награды и премии

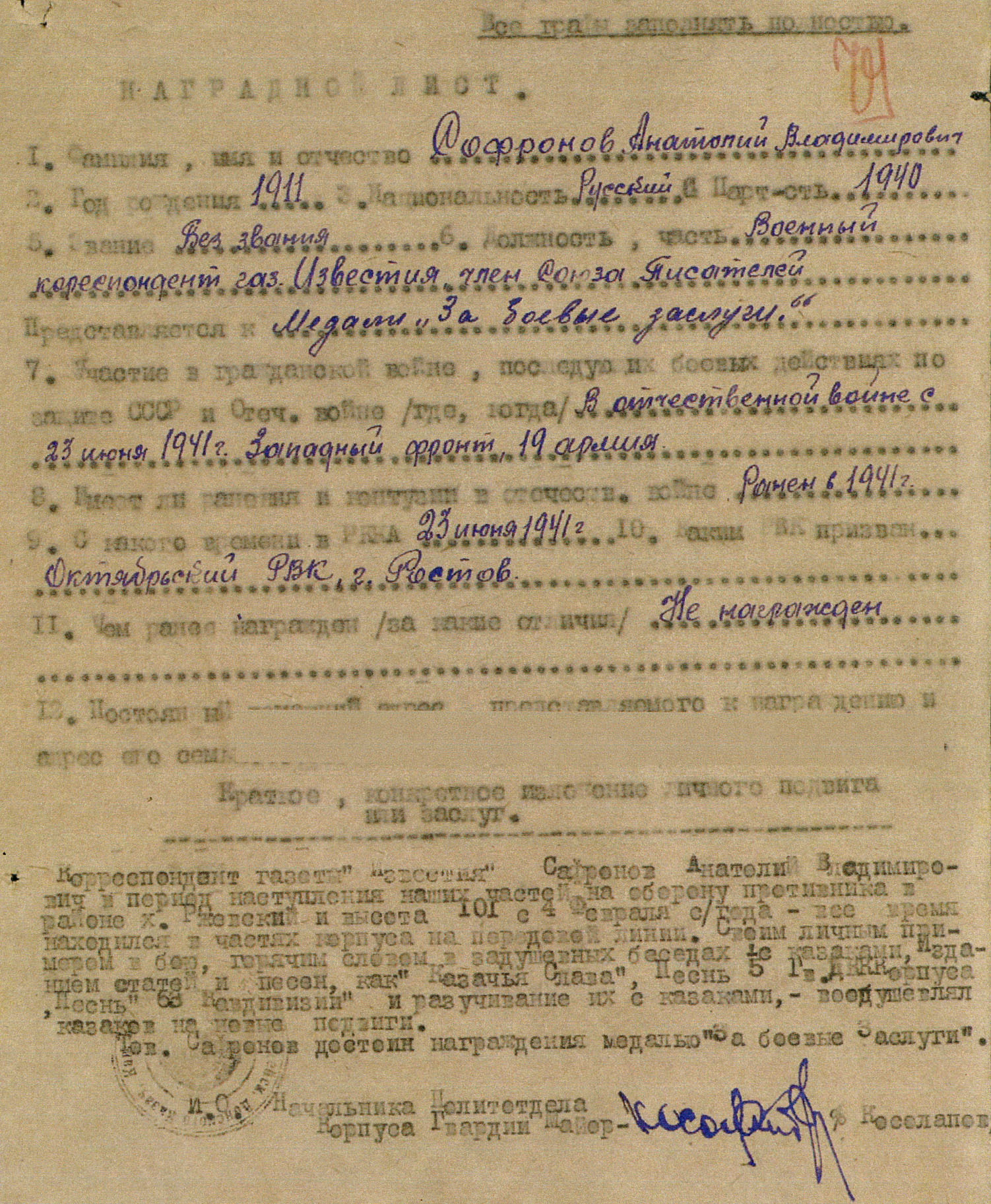
Представление Анатолия Софронова к медали «За боевые заслуги», подписанное исполняющим обязанности начальника политотдела 5-го гвардейского Донского казачьего кавалерийского корпуса гвардии майором И. Ф. Косолаповым

- Герой Социалистического Труда (16.01.1981)
- три ордена Ленина (21.01.1961; 28.10.1967; 16.01.1981)
- орден Октябрьской Революции (22.01.1971)
- орден Отечественной войны 1-й степени (11.03.1985)
- орден Трудового Красного Знамени (30.05.1975)
- медаль «За боевые заслуги» (29.04.1943[29])
- медаль «За оборону Кавказа»
- медаль «За победу над Германией в Великой Отечественной войне 1941-1945 гг.»
- другие медали
- Сталинская премия второй степени (1948) — за пьесу «В одном городе» (1946)[30]
- Сталинская премия первой степени (1949) — за пьесу «Московский характер» (1948)[31]
- Государственная премия РСФСР имени К. С. Станиславского (1973) — за пьесы «Наследство» и «Ураган»)
- медаль имени Александра Фадеева